# Wereldkampioenschap superbike van Valencia 2003
Het wereldkampioenschap superbike van Valencia 2003 was de eerste ronde van het wereldkampioenschap superbike en het wereldkampioenschap Supersport 2003. De races werden verreden op 2 maart 2003 op het Circuit Ricardo Tormo Valencia nabij Cheste, Spanje.

## Superbike

### Race 1
| Pos | Nr  | Rijder              | Constructeur | Rondes | Tijd        | Grid | Punten |
| --- | --- | ------------------- | ------------ | ------ | ----------- | ---- | ------ |
| 1   | 100 | Neil Hodgson        | Ducati       | 23     | 36:56.205   | 1    | 25     |
| 2   | 11  | Rubén Xaus          | Ducati       | 23     | +4.700      | 3    | 20     |
| 3   | 9   | Chris Walker        | Ducati       | 23     | +12.377     | 8    | 16     |
| 4   | 52  | James Toseland      | Ducati       | 23     | +12.682     | 2    | 13     |
| 5   | 55  | Régis Laconi        | Ducati       | 23     | +24.068     | 5    | 11     |
| 6   | 99  | Steve Martin        | Ducati       | 23     | +27.006     | 6    | 10     |
| 7   | 10  | Gregorio Lavilla    | Suzuki       | 23     | +39.792     | 12   | 9      |
| 8   | 19  | Lucio Pedercini     | Ducati       | 23     | +49.662     | 9    | 8      |
| 9   | 20  | Marco Borciani      | Ducati       | 23     | +56.200     | 11   | 7      |
| 10  | 48  | David García        | Ducati       | 23     | +1:06.328   | 23   | 6      |
| 11  | 5   | Ivan Clementi       | Kawasaki     | 23     | +1:09.139   | 17   | 5      |
| 12  | 8   | James Haydon        | Petronas     | 23     | +1:09.541   | 14   | 4      |
| 13  | 35  | Nello Russo         | Ducati       | 23     | +1:14.450   | 16   | 3      |
| 14  | 33  | Juan Borja          | Ducati       | 23     | +1:14.712   | 10   | 2      |
| 15  | 16  | Sergio Fuertes      | Suzuki       | 23     | +1:22.845   | 21   | 1      |
| 16  | 71  | Isaac Martín        | Yamaha       | 22     | +1 ronde    | 22   |        |
| DNF | 7   | Pierfrancesco Chili | Ducati       | 20     | Uitgevallen | 7    |        |
| DNF | 15  | Giovanni Bussei     | Yamaha       | 14     | Ongeluk     | 15   |        |
| DNF | 39  | Alessandro Gramigni | Yamaha       | 14     | Uitgevallen | 19   |        |
| DNF | 28  | Serafino Foti       | Ducati       | 10     | Uitgevallen | 20   |        |
| DNF | 4   | Troy Corser         | Petronas     | 9      | Ongeluk     | 4    |        |
| DNF | 91  | Walter Tortoroglio  | Honda        | 9      | Uitgevallen | 18   |        |
| DNF | 6   | Mauro Sanchini      | Kawasaki     | 4      | Ongeluk     | 13   |        |

### Race 2
| Pos | Nr  | Rijder              | Constructeur | Rondes | Tijd         | Grid | Punten |
| --- | --- | ------------------- | ------------ | ------ | ------------ | ---- | ------ |
| 1   | 100 | Neil Hodgson        | Ducati       | 23     | 36:46.191    | 1    | 25     |
| 2   | 11  | Rubén Xaus          | Ducati       | 23     | +2.619       | 3    | 20     |
| 3   | 52  | James Toseland      | Ducati       | 23     | +13.468      | 2    | 16     |
| 4   | 9   | Chris Walker        | Ducati       | 23     | +23.426      | 8    | 13     |
| 5   | 99  | Steve Martin        | Ducati       | 23     | +36.539      | 6    | 11     |
| 6   | 10  | Gregorio Lavilla    | Suzuki       | 23     | +38.594      | 12   | 10     |
| 7   | 4   | Troy Corser         | Petronas     | 23     | +42.969      | 4    | 9      |
| 8   | 33  | Juan Borja          | Ducati       | 23     | +51.625      | 10   | 8      |
| 9   | 19  | Lucio Pedercini     | Ducati       | 23     | +52.824      | 9    | 7      |
| 10  | 20  | Marco Borciani      | Ducati       | 23     | +54.721      | 11   | 6      |
| 11  | 15  | Giovanni Bussei     | Yamaha       | 23     | +1:00.510    | 15   | 5      |
| 12  | 48  | David García        | Ducati       | 23     | +1:02.114    | 23   | 4      |
| 13  | 6   | Mauro Sanchini      | Kawasaki     | 23     | +1:02.393    | 13   | 3      |
| 14  | 5   | Ivan Clementi       | Kawasaki     | 23     | +1:09.885    | 17   | 2      |
| 15  | 35  | Nello Russo         | Ducati       | 23     | +1:17.697    | 16   | 1      |
| 16  | 91  | Walter Tortoroglio  | Honda        | 23     | +1:28.520    | 18   |        |
| 17  | 71  | Isaac Martín        | Yamaha       | 22     | +1 ronde     | 22   |        |
| DNF | 16  | Sergio Fuertes      | Suzuki       | 16     | Uitgevallen  | 21   |        |
| DNF | 7   | Pierfrancesco Chili | Ducati       | 13     | Uitgevallen  | 7    |        |
| DNF | 8   | James Haydon        | Petronas     | 9      | Uitgevallen  | 14   |        |
| DNF | 55  | Régis Laconi        | Ducati       | 5      | Uitgevallen  | 5    |        |
| DNF | 28  | Serafino Foti       | Ducati       | 2      | Uitgevallen  | 20   |        |
| DNS | 39  | Alessandro Gramigni | Yamaha       | 0      | Niet gestart | 19   |        |

## Supersport
Gianluca Nannelli werd gediskwalificeerd vanwege het negeren van een ride through penalty, die hij kreeg voor het maken van een valse start.
| Pos | Nr | Rijder                   | Constructeur | Rondes | Tijd                | Grid | Punten |
| --- | -- | ------------------------ | ------------ | ------ | ------------------- | ---- | ------ |
| 1   | 2  | Katsuaki Fujiwara        | Suzuki       | 23     | 38:10.992           | 1    | 25     |
| 2   | 7  | Chris Vermeulen          | Honda        | 23     | +4.565              | 2    | 20     |
| 3   | 15 | Alessio Corradi          | Yamaha       | 23     | +12.889             | 11   | 16     |
| 4   | 12 | Christophe Cogan         | Honda        | 23     | +13.125             | 13   | 13     |
| 5   | 8  | Jörg Teuchert            | Yamaha       | 23     | +13.310             | 5    | 11     |
| 6   | 31 | Karl Muggeridge          | Honda        | 23     | +16.777             | 3    | 10     |
| 7   | 23 | Broc Parkes              | Honda        | 23     | +17.193             | 14   | 9      |
| 8   | 93 | Christian Kellner        | Yamaha       | 23     | +17.513             | 6    | 8      |
| 9   | 4  | Jurgen van den Goorbergh | Yamaha       | 23     | +19.091             | 9    | 7      |
| 10  | 71 | Werner Daemen            | Honda        | 23     | +20.854             | 12   | 6      |
| 11  | 17 | Pere Riba                | Kawasaki     | 23     | +33.937             | 8    | 5      |
| 12  | 16 | Simone Sanna             | Yamaha       | 23     | +34.739             | 16   | 4      |
| 13  | 81 | Michael Schulten         | Honda        | 23     | +37.724             | 17   | 3      |
| 14  | 1  | Fabien Foret             | Kawasaki     | 23     | +39.501             | 10   | 2      |
| 15  | 21 | Matthieu Lagrive         | Yamaha       | 23     | +40.664             | 19   | 1      |
| 16  | 80 | Kenan Sofuoğlu           | Yamaha       | 23     | +42.290             | 20   |        |
| 17  | 22 | Stefano Cruciani         | Kawasaki     | 23     | +54.683             | 21   |        |
| 18  | 9  | Iain MacPherson          | Honda        | 23     | +1:06.145           | 15   |        |
| 19  | 20 | Kai Børre Andersen       | Kawasaki     | 23     | +1:15.445           | 22   |        |
| 20  | 34 | Didier Van Keymeulen     | Kawasaki     | 23     | +1:26.724           | 23   |        |
| DNF | 18 | Robert Ulm               | Honda        | 19     | Ongeluk             | 4    |        |
| DNF | 24 | Gianluigi Scalvini       | Honda        | 3      | Ongeluk             | 18   |        |
| DSQ | 69 | Gianluca Nannelli        | Yamaha       | 8      | Gediskwalificeerd   | 7    |        |
| DNS | 82 | Tobias Kirmeier          | Honda        | 0      | Niet gestart        |      |        |
| DNQ | 77 | Thierry van den Bosch    | Yamaha       | 0      | Niet gekwalificeerd |      |        |

## Tussenstanden na wedstrijd

### Superbike
| Pos | Nr  | Rijder         | Team   | Punten |
| --- | --- | -------------- | ------ | ------ |
| 1   | 100 | Neil Hodgson   | Ducati | 50     |
| 2   | 11  | Rubén Xaus     | Ducati | 40     |
| 3   | 52  | James Toseland | Ducati | 29     |
| 4   | 17  | Chris Walker   | Ducati | 29     |
| 5   | 99  | Steve Martin   | Ducati | 21     |

### Supersport
| Pos | Nr | Rijder            | Team   | Punten |
| --- | -- | ----------------- | ------ | ------ |
| 1   | 2  | Katsuaki Fujiwara | Suzuki | 25     |
| 2   | 7  | Chris Vermeulen   | Honda  | 20     |
| 3   | 15 | Alessio Corradi   | Yamaha | 16     |
| 4   | 12 | Christophe Cogan  | Honda  | 13     |
| 5   | 8  | Jörg Teuchert     | Yamaha | 11     |

2000 · 2001 · 2002 · 2003 · 2004 · 2005 · 2006 · 2007 · 2008 · 2009 · 2010